# Dawny Szpital Psychiatryczny w Lwówku Śląskim (Płakowicach)
Dawny Szpital Psychiatryczny w Lwówku Śląskim (Płakowicach) (również pol. Zakład dla Nerwowo i Psychicznie Chorych w Płakowicach, Oficyna Pałacu Płakowice, niem. Provinzial Heil- und Pflegeanstalt Plagwitz) – zrujnowany, dawny szpital dla osób dorosłych z zaburzeniami psychicznymi, który znajdował się w Lwówku Śląskim – Płakowicach. Szpital działał z przerwami przez 118 lat, od 1829 r. do 1945 r. Budynek znajduje się w gminnej ewidencji zabytków gminy Lwówek Śląski.

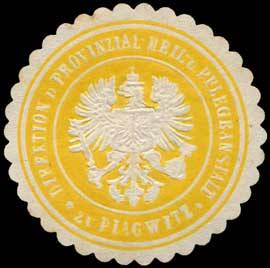
Pieczęć szpitala psychiatrycznego w Płakowicach

## Rys historyczny
Obok zamku, w 2 połowie XIX w., postawiono pawilon szpitalny oraz nieco dalej niewielką kaplicę cmentarną. Obecnie dawny szpital psychiatryczny po pożarze jest w ruinie, a po kaplicy pozostały tylko fundamenty i zniszczone obok nagrobki. Szpital psychiatryczny (z przerwami) pełnił swoją funkcję do końca II wojny światowej.
Ostatnim prywatnym właścicielem kompleksu pałacowego w Płakowicach był August Ludwig von Nostitz-Rieneck, od którego zamek i jego pobliskie zabudowania odkupiła w 1824 roku rejencja legnicka z przeznaczeniem na szpital psychiatryczny. Szpital otwarto w 1829 r.
W latach 1866–1870, podczas wojny prusko-austriackiej, z płakowickiego Zakładu dla Nerwowo i Psychicznie Chorych usunięto pacjentów, a pomieszczenia Zamku Płakowice i szpitala przeznaczono na wojskowy lazaret, w którym przebywali m.in. ranni i chorzy austriaccy żołnierze.
Kilkadziesiąt lat później, na polecenie władz III Rzeszy w płakowickim kompleksie szpitalnym systematycznie zabijano pacjentów w ramach akcji T4. Zamordowanych pacjentów pochowano na cmentarzu przy ul. Podgórskiej.

## Lata powojenne
Po zakończeniu II wojny światowej w Pałacu Płakowice i w oficynie pałacowej przez pewien czas kwaterowały sieroty wojenne z Grecji i Macedonii.
W latach powojennych, 1953–1959, w poniemieckim budynku szpitala psychiatrycznego, na terenie kompleksu pałacowego w Płakowicach, znajdował się tajny ośrodek wychowawczy dla dzieci – sierot wojennych z Korei Północnej, które straciły rodziców w czasie wojny koreańskiej. Sieroty przydzielono Polsce w ramach pomocy solidarnościowej bloku państw socjalistycznych. Przez 6 lat w Płakowickim szpitalu psychiatrycznym mieszkało i uczyło się 1270 dzieci, będących pod opieką polskich i koreańskich wychowawców. Pobyt dzieci objęty był tajemnicą, dlatego wybrano ośrodek w miejscu mało znanym, z dala od głównych szlaków komunikacyjnych i na uboczu – w Płakowicach.
Po sześcioletnim pobycie sierot w Polsce, która udzieliła im schronienia po wojnie koreańskiej, dzieci wróciły do Korei Północnej.
W latach późniejszych w Płakowicach stacjonował batalion żołnierzy armii radzieckiej, znacznie doprowadzając kompleks pałacowy w Płakowicach do dewastacji.

## Stan obecny
Od 1992 roku Zamek w Płakowicach wraz z zabudowaniami przypałacowymi należy do Chrześcijańskiego Ośrodka „Elim” Kościoła Baptystów. Okazały budynek dawnego szpitala psychiatrycznego pozostaje do dziś w ruinie po pożarze, który strawił m.in. cały dach budynku. Na jednej z tylnych ścian dawnego szpitala znajduje się współczesna ścianka wspinaczkowa.